# 니시키정 (후쿠시마현)
니시키정(錦町)은 후쿠시마현 이와키군에 있던 정이다. 1955년 4월 29일 니시키정 및 나코소정, 우에다정·가와베촌·야마다촌 등 5개 정·촌이 합병하여 나코소시가 신설되고 폐지되었다.

## 역사
- 1889년 4월 1일 - 정촌제 시행에 의해 기쿠다군 니시키촌이 성립하였다.
- 1896년 4월 1일 군 통합에 수반해 이와키군에 이관되었다.
- 1940년 4월 1일 - 정으로 승격해 니시키정이 되었다.
- 1955년 4월 29일 - 니시키정 및 나코소정, 우에다정·가와베촌·야마다촌 등 5개 정·촌이 합병하여 나코소시가 신설되고, 니시키정 등은 폐지되었다.

## 참고 문헌
- 『市町村名変遷辞典』東京堂出版、1990年。